# Heemwerd (Loppersum)
Heemwerd is een behuisde wierde en een buurtschap in de omgeving van Wirdum. In 1295 werd de edelman Focco van Henverth gedood op het kerkhof van Tjamsweer. In 1499 werd een deel van een stuk weiland de Heemwert verkocht, aan de zuidkant grenzend aan de Meedesch, die op zijn beurt tussen de Wyrdummer en de Dammester gemeyne wech lag. Een zekere Herman to Heemwert  woonde in 1526 in Appingedam.
Waarschijnlijk gaat het om de Groene wierde in 't oosten van Equarder wierde, een edele heerd te Eekwerd, genoemd in 1564 en eigendom van het Klooster Bloemhof, nu Alberdaweg 80.